# Teyjat
Teyjat est une commune française située dans le département de la Dordogne, en région Nouvelle-Aquitaine.
Elle est intégrée au parc naturel régional Périgord-Limousin.

## Géographie

### Généralités
Le bourg de Teyjat est situé dans la vallée de la Marcourive.
Les roches datent du Jurassique. Il s'agit d'un calcaire cristallin. Il y a plusieurs grottes, dont une, la grotte de la Mairie avec des gravures datant du Magdalénien.

### Communes limitrophes
Teyjat est limitrophe de six autres communes dont Bussière-Badil au nord-est par un quadripoint. Au sud-est, son territoire est distant d'environ 450 mètres de celui de Saint-Martin-le-Pin.
|           | Soudat                                | Bussière-Badil, Étouars |
| Varaignes | Teyjat                                | Le Bourdeix             |
|           | Javerlhac-et-la-Chapelle-Saint-Robert |                         |

### Géologie et relief

#### Géologie
Situé sur la plaque nord du Bassin aquitain et bordé à son extrémité nord-est par une frange du Massif central, le département de la Dordogne présente une grande diversité géologique. Les terrains sont disposés en profondeur en strates régulières, témoins d'une sédimentation sur cette ancienne plate-forme marine. Le département peut ainsi être découpé sur le plan géologique en quatre gradins différenciés selon leur âge géologique. Teyjat est située dans le deuxième gradin à partir du nord-est, un plateau formé de roches calcaires très dures du Jurassique que la mer a déposées par sédimentation chimique carbonatée, en bancs épais et massifs.
Les couches affleurantes sur le territoire communal sont constituées de formations superficielles du Quaternaire, de roches sédimentaires  datant pour certaines du Cénozoïque, et pour d'autres du Mésozoïque et du Paléozoïque, ainsi que de roches métamorphiques et magmatiques. La formation la plus ancienne, notée Μζ1-2I, se compose de gneiss à biotite et sillimanite avec mobilisats granitiques leucocrates (Néoprotérozoïque à Cambrien). La formation la plus récente, notée CFp, fait partie des formations superficielles de type colluvions indifférenciées de versant, de vallon et plateaux issues d'alluvions, molasses, altérites. Le descriptif de ces couches est détaillé dans  la feuille « no 710 - Montbron » de la carte géologique au 1/50 000 de la France métropolitaine, et sa notice associée.

Carte géologique de Teyjat.

#### Relief et paysages
Le département de la Dordogne se présente comme un vaste plateau incliné du nord-est (491 m, à la forêt de Vieillecour dans le Nontronnais, à Saint-Pierre-de-Frugie) au sud-ouest (2 m à Lamothe-Montravel). L'altitude du territoire communal varie quant à elle entre 115 mètres et 244 mètres,.
Dans le cadre de la Convention européenne du paysage entrée en vigueur en France le 1er juillet 2006, renforcée par la loi du 8 août 2016 pour la reconquête de la biodiversité, de la nature et des paysages, un atlas des paysages de la Dordogne a été élaboré sous maîtrise d’ouvrage de l’État et publié en octobre 2020. Les paysages du département s'organisent en huit unités paysagères,. La commune fait partie du Périgord central, un paysage vallonné, aux horizons limités par de nombreux bois, plus ou moins denses, parsemés de prairies et de petits champs.
La superficie cadastrale de la commune publiée par l'Insee, qui sert de référence dans toutes les statistiques, est de 16,99 km2,,. La superficie géographique, issue de la BD Topo, composante du Référentiel à grande échelle produit par l'IGN, est quant à elle de 17,36 km2.

### Hydrographie

#### Réseau hydrographique
La commune est située dans le bassin versant de la Charente au sein du Bassin Adour-Garonne. Elle est drainée par le ruisseau de Varaignes, la Marcourive, le Merlancon et par trois petits cours d'eau, qui constituent un réseau hydrographique de 17 km de longueur totale,.
Le ruisseau de Varaignes, également appelé Crochet dans sa partie médiane ou ruisseau de l'Étang d'Assat dans sa partie amont, d'une longueur totale de 13,46 km, prend sa source dans la commune de Saint-Estèphe et se jette dans le Bandiat en rive droite, en deux bras à Varaignes, face à Javerlhac-et-la-Chapelle-Saint-Robert,. Le ruisseau de l'Étang d'Assat et le Crochet bordent le nord de la commune sur trois kilomètres et demi, face à Soudat.
La Marcourive, autre affluent de rive droite du Bandiat, traverse le territoire communal du nord-est au sud-ouest sur cinq kilomètres et demi.
Également affluent de rive droite du Bandiat, le Merlancon arrose le sud-est de la commune sur près de trois kilomètres et demi dont 900 mètres en limite de Javerlhac-et-la-Chapelle-Saint-Robert.

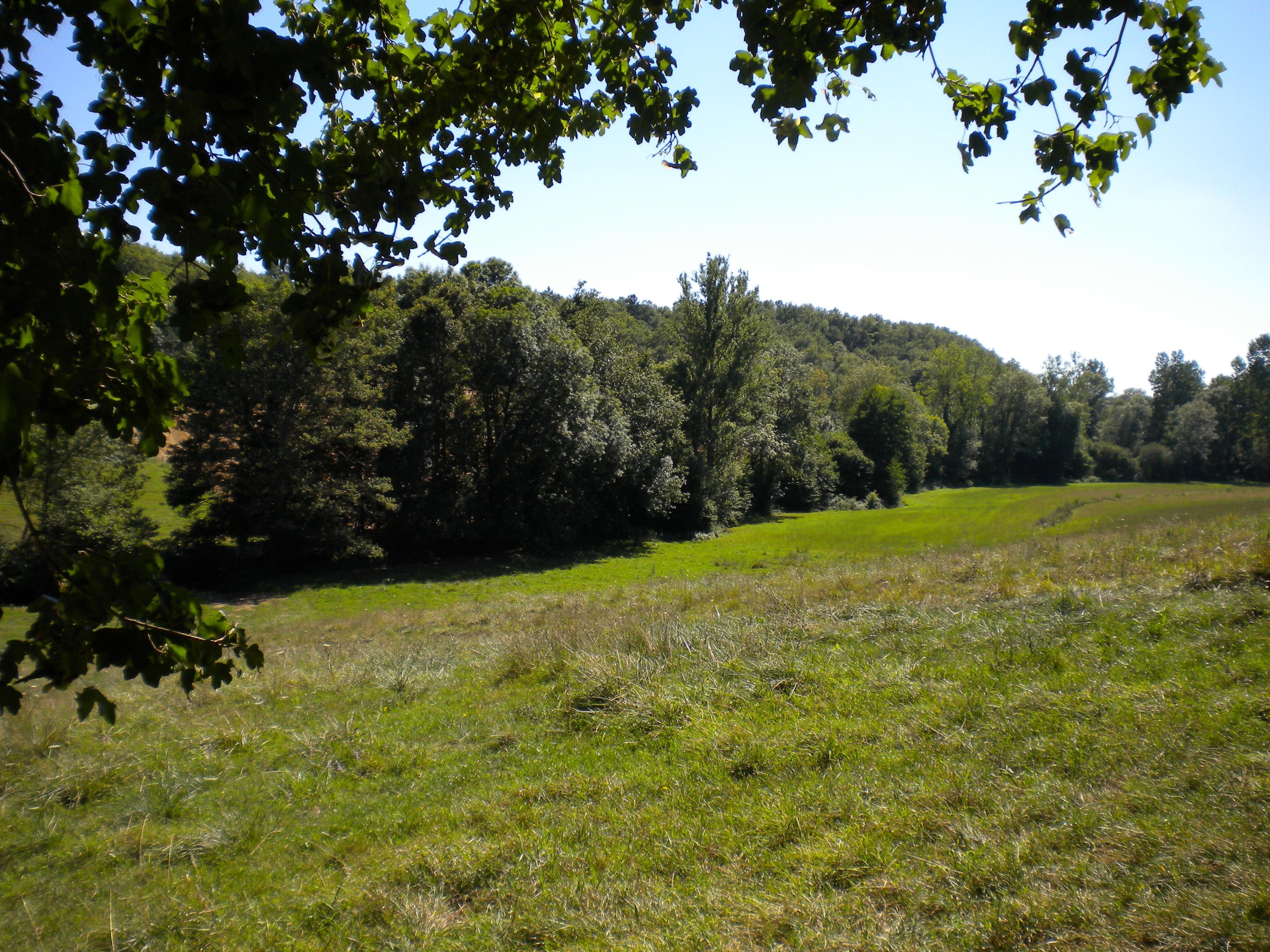
La vallée de la Marcourive à Teyjat.
Réseaux hydrographique et routier de Teyjat.

#### Gestion et qualité des eaux
Le territoire communal est couvert par le schéma d'aménagement et de gestion des eaux (SAGE) « Charente ». Ce document de planification, dont le territoire correspond au bassin de la Charente, d'une superficie de 9 300 km2, a été approuvé le 19 novembre 2019. La structure porteuse de l'élaboration et de la mise en œuvre est l'établissement public territorial de bassin Charente. Il définit sur son territoire les objectifs généraux d’utilisation, de mise en valeur et de protection quantitative et qualitative des ressources en eau superficielle et souterraine, en respect des objectifs de qualité définis dans le troisième SDAGE  du Bassin Adour-Garonne qui couvre la période 2022-2027, approuvé le 10 mars 2022.
La qualité des eaux de baignade et des cours d’eau peut être consultée sur un site dédié géré par les agences de l’eau et l’Agence française pour la biodiversité.

### Climat
Pour des articles plus généraux, voir Climat de la Nouvelle-Aquitaine et Climat de la Dordogne.
Historiquement, la commune est exposée à un climat océanique limousin.  
En 2020, Météo-France publie une typologie des climats de la France métropolitaine dans laquelle la commune est exposée à un climat océanique altéré et est dans la région climatique  Aquitaine, Gascogne, caractérisée par une pluviométrie abondante au printemps, modérée en automne, un faible ensoleillement au printemps, un été chaud (19,5 °C), des vents faibles, des brouillards fréquents en automne et en hiver et des orages fréquents en été (15 à 20 jours).
Pour la période 1971-2000, la température annuelle moyenne est de 12,1 °C, avec  une amplitude thermique annuelle de 14,9 °C. Le cumul annuel moyen de précipitations est de 1 084 mm, avec 12,4 jours de précipitations en janvier et 7,4 jours en juillet. Pour la période 1991-2020, la température moyenne annuelle observée sur la station météorologique la plus proche, située sur la commune de Montembœuf à 22 km à vol d'oiseau, est de 12,7 °C et le cumul annuel moyen de précipitations est de 972,4 mm,. Pour l'avenir, les paramètres climatiques de la commune estimés pour 2050 selon différents scénarios d’émission de gaz à effet de serre sont consultables sur un site dédié publié par Météo-France en novembre 2022.

## Urbanisme

### Typologie
Au 1er janvier 2024, Teyjat est catégorisée commune rurale à habitat très dispersé, selon la nouvelle grille communale de densité à 7 niveaux définie par l'Insee en 2022.
Elle est située hors unité urbaine et hors attraction des villes,.

### Occupation des sols
L'occupation des sols de la commune, telle qu'elle ressort de la base de données européenne d’occupation biophysique des sols Corine Land Cover (CLC), est marquée par l'importance des forêts et milieux semi-naturels (50,3 % en 2018), une proportion sensiblement équivalente à celle de 1990 (49,8 %). La répartition détaillée en 2018 est la suivante : 
forêts (47,7 %), zones agricoles hétérogènes (27,1 %), prairies (17,8 %), terres arables (4,7 %), milieux à végétation arbustive et/ou herbacée (2,6 %), zones urbanisées (0,1 %). L'évolution de l’occupation des sols de la commune et de ses infrastructures peut être observée sur les différentes représentations cartographiques du territoire : la carte de Cassini (XVIIIe siècle), la carte d'état-major (1820-1866) et les cartes ou photos aériennes de l'IGN pour la période actuelle (1950 à aujourd'hui).

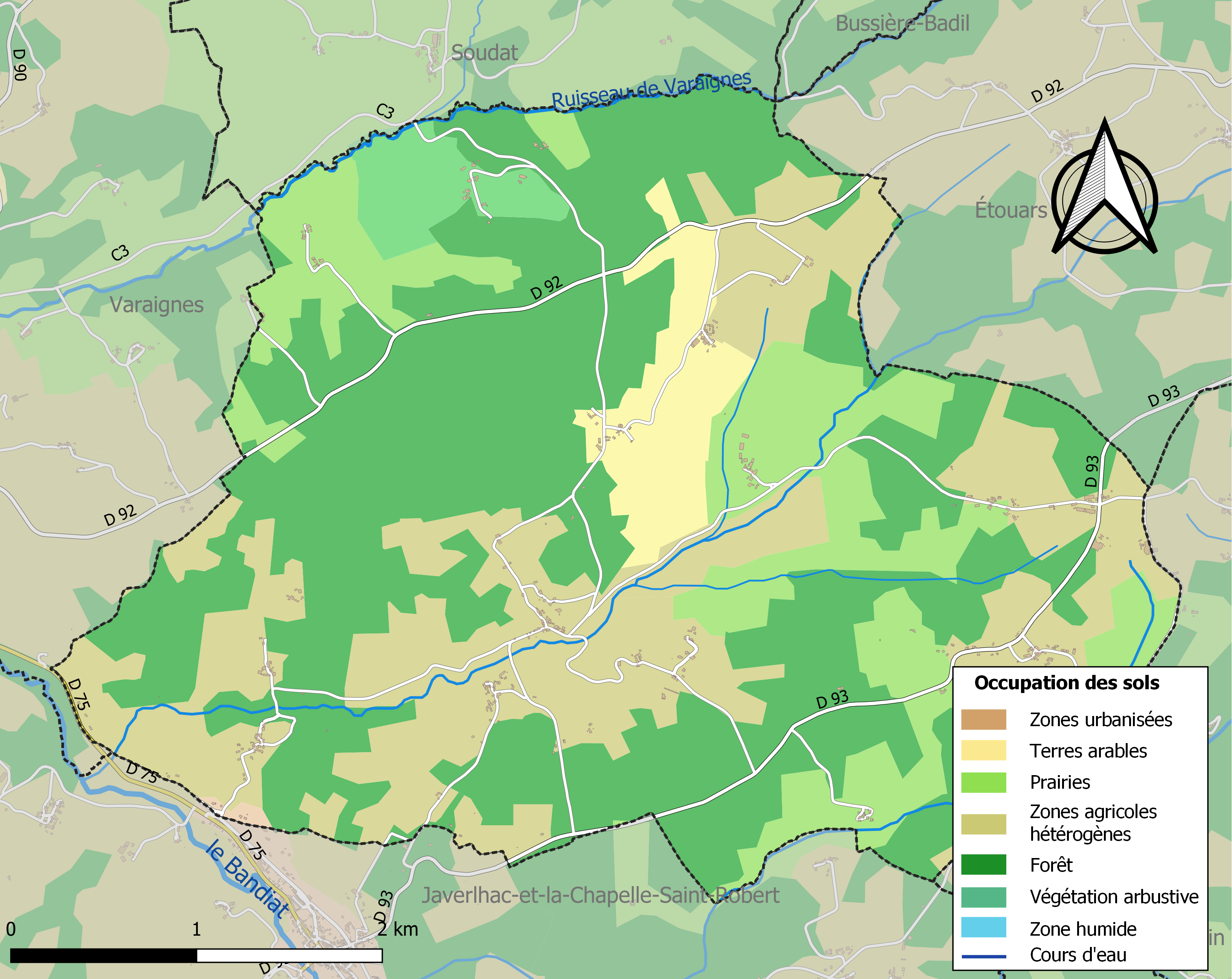
Carte des infrastructures et de l'occupation des sols de la commune en 2018 (CLC).

### Prévention des risques
Le territoire de la commune de Teyjat est vulnérable à différents aléas naturels : météorologiques (tempête, orage, neige, grand froid, canicule ou sécheresse), feux de forêts, mouvements de terrains et séisme (sismicité faible). Un site publié par le BRGM permet d'évaluer simplement et rapidement les risques d'un bien localisé soit par son adresse soit par le numéro de sa parcelle.
Teyjat est exposée au risque de feu de forêt. L’arrêté préfectoral du 14 mars 2013 fixe les conditions de pratique des incinérations et de brûlage dans un objectif de réduire le risque de départs d’incendie. À ce titre, des périodes sont déterminées : interdiction totale du 15 février au 15 mai et du 15 juin au 15 octobre, utilisation réglementée du 16 mai au 14 juin et du 16 octobre au 14 février. En septembre 2020, un plan inter-départemental de protection des forêts contre les incendies (PidPFCI) a été adopté pour la période 2019-2029,.

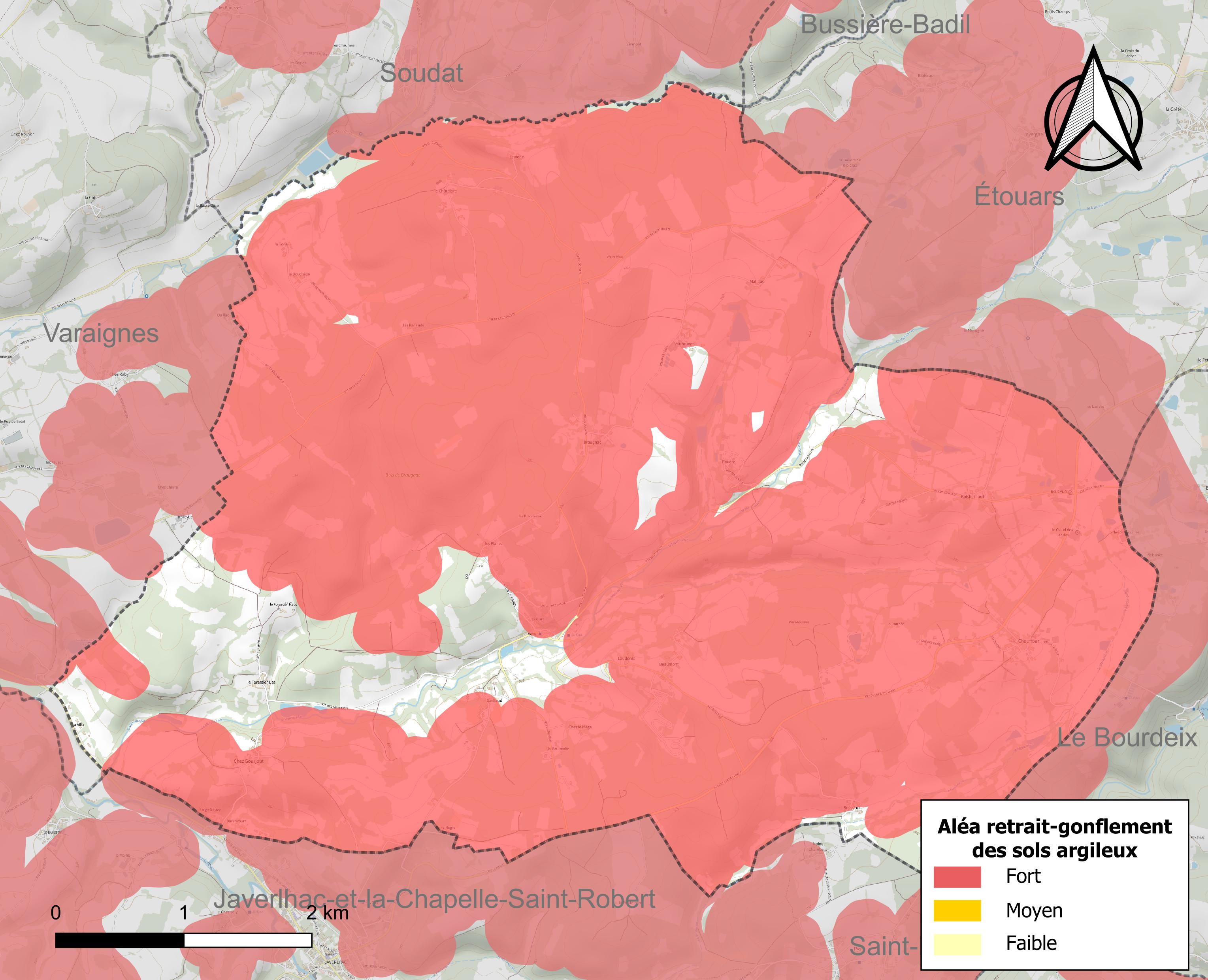
Carte des zones d'aléa retrait-gonflement des sols argileux de Teyjat.

Les mouvements de terrains susceptibles de se produire sur la commune sont des tassements différentiels. Le retrait-gonflement des sols argileux est susceptible d'engendrer des dommages importants aux bâtiments en cas d’alternance de périodes de sécheresse et de pluie. 87,9 % de la superficie communale est en aléa moyen ou fort (58,6 % au niveau départemental et 48,5 % au niveau national métropolitain). Depuis le 1er octobre 2020, en application de la loi ÉLAN, différentes contraintes s'imposent aux vendeurs, maîtres d'ouvrages ou constructeurs de biens situés dans une zone classée en aléa moyen ou fort,.
La commune a été reconnue en état de catastrophe naturelle au titre des dommages causés par les inondations et coulées de boue survenues en 1982, 1983 et 1999, par la sécheresse en 2003, 2009, 2011, 2018 et 2019 et par des mouvements de terrain en 1999.

## Toponymie
En occitan, la commune porte le nom de Taijac.
Sur la planète Mars, en mars 2021, l'une des cibles d'analyses poussées effectuées sur un affleurement rocheux par l'astromobile Curiosity de la NASA, est baptisée d'après la commune.

## Histoire
Dès les temps préhistoriques, des chasseurs-cueilleurs magdaléniens (fin du Paléolithique) ont laissé des gravures dans les grottes.
Sur la carte de Cassini représentant la France entre 1756 et 1789, le village apparaît sous le nom de Teijac.

## Politique et administration

### Rattachements administratifs et électoraux
Dès 1790, la commune de Teyjat est rattachée au canton de Javerlhac qui dépend du district de Nontron jusqu'en 1795, date de suppression des districts. Lorsque ce canton est supprimé par la loi du 8 pluviôse an IX (28 janvier 1801) portant sur la « réduction du nombre de justices de paix », la commune est rattachée au canton de Nontron dépendant de l'arrondissement de Nontron.
Dans le cadre de la réforme de 2014 définie par le décret du 21 février 2014, ce canton disparaît aux élections départementales de mars 2015. La commune est alors rattachée électoralement au canton du Périgord vert nontronnais.

### Intercommunalité
Fin 1993, Teyjat intègre dès sa création la communauté de communes des Villages du Haut-Périgord (appelée dans un premier temps communauté de communes des Vals Crochet-Marcorive). Celle-ci est dissoute au 31 décembre 2013 et remplacée au 1er janvier 2014 par la communauté de communes du Haut-Périgord. Au 1er janvier 2017, celle-ci fusionne avec la communauté de communes du Périgord vert nontronnais pour former la communauté de communes du Périgord Nontronnais.

### Administration municipale
La population de la commune étant comprise entre 100 et 499 habitants au recensement de 2017, onze conseillers municipaux ont été élus en 2020,.

### Liste des maires

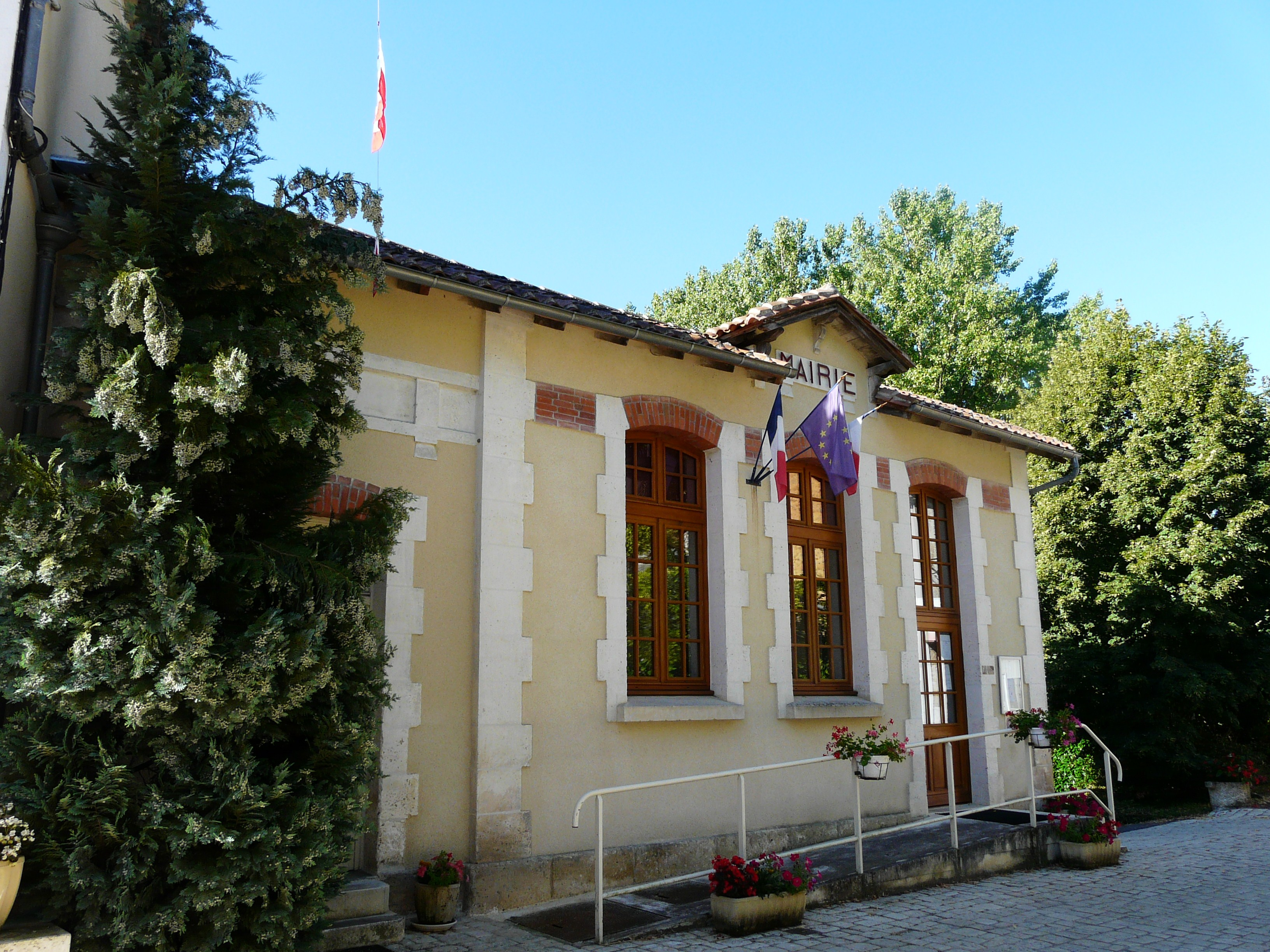
La mairie.

| Période                                  | Période  | Identité            | Étiquette | Qualité                 |
| ---------------------------------------- | -------- | ------------------- | --------- | ----------------------- |
| Les données manquantes sont à compléter. |          |                     |           |                         |
|                                          |          |                     |           |                         |
| mars 1989                                | mai 2020 | Jean-Pierre Garraud | DVG       | Retraité de l'artisanat |
| mai 2020                                 | En cours | Jean-Luc Maslard    |           |                         |

## Équipements et services publics

### Justice
En 2023, dans le domaine judiciaire, Teyjat relève : 
- du tribunal judiciaire, du tribunal pour enfants, du conseil de prud'hommes et du tribunal de commerce de Périgueux ;
- du pôle Nationalité du tribunal judiciaire de Périgueux (compétent uniquement dans le domaine de la nationalité) ;
- de la cour d'appel, du tribunal administratif et de la  cour administrative d'appel de Bordeaux.

## Population et société

### Démographie
L'évolution du nombre d'habitants est connue à travers les recensements de la population effectués dans la commune depuis 1793. Pour les communes de moins de 10 000 habitants, une enquête de recensement portant sur toute la population est réalisée tous les cinq ans, les populations de référence des années intermédiaires étant quant à elles estimées par interpolation ou extrapolation. Pour la commune, le premier recensement exhaustif entrant dans le cadre du nouveau dispositif a été réalisé en 2004.

En 2022, la commune comptait 279 habitants, en évolution de +1,45 % par rapport à 2016 (Dordogne : +0,37 %, France hors Mayotte : +2,11 %).
| 1793 | 1800 | 1806 | 1821 | 1831 | 1836 | 1841 | 1846 | 1851 |
| ---- | ---- | ---- | ---- | ---- | ---- | ---- | ---- | ---- |
| 880  | 786  | 669  | 734  | 883  | 858  | 827  | 847  | 792  |

| 1856 | 1861 | 1866 | 1872 | 1876 | 1881 | 1886 | 1891 | 1896 |
| ---- | ---- | ---- | ---- | ---- | ---- | ---- | ---- | ---- |
| 841  | 794  | 755  | 733  | 776  | 754  | 757  | 703  | 671  |

| 1901 | 1906 | 1911 | 1921 | 1926 | 1931 | 1936 | 1946 | 1954 |
| ---- | ---- | ---- | ---- | ---- | ---- | ---- | ---- | ---- |
| 711  | 658  | 607  | 528  | 473  | 463  | 437  | 392  | 382  |

| 1962 | 1968 | 1975 | 1982 | 1990 | 1999 | 2004 | 2006 | 2009 |
| ---- | ---- | ---- | ---- | ---- | ---- | ---- | ---- | ---- |
| 379  | 363  | 372  | 364  | 309  | 320  | 278  | 267  | 272  |

| 2014 | 2019 | 2022 | - | - | - | - | - | - |
| ---- | ---- | ---- | - | - | - | - | - | - |
| 278  | 274  | 279  | - | - | - | - | - | - |

## Économie

### Emploi
En 2015, parmi la population communale comprise entre 15 et 64 ans, les actifs représentent 97 personnes, soit 34,9 % de la population municipale. Le nombre de chômeurs (huit) a légèrement diminué par rapport à 2010 (neuf) et le taux de chômage de cette population active s'établit à 8,3 %.

### Établissements
Au 31 décembre 2015, la commune compte vingt-sept établissements, dont quatorze au niveau des commerces, transports ou services, six dans la construction, quatre dans l'agriculture, la sylviculture ou la pêche, deux relatifs au secteur administratif, à l'enseignement, à la santé ou à l'action sociale, et un dans l'industrie.

## Culture locale et patrimoine

### Lieux et monuments
- Grotte de la Mairie, ornée de gravures, classée monument historique depuis 1910[53].
- Église Saint-Pierre-ès-Liens, XIIe siècle, avec d'importantes modifications entre les XVIe et XIXe siècles. Inscrit monument historique depuis 2019[54]
- Manoir de Brognac[55], ou de Braugnac, construit à partir de 1871 sur des plans de Louis Crosson, architecte à Montbron.
- Manoir du Chatelard, XVIIe et XIXe siècles.
- Manoir du Forestier, XVIIe et XVIIIe siècles[56],[57].

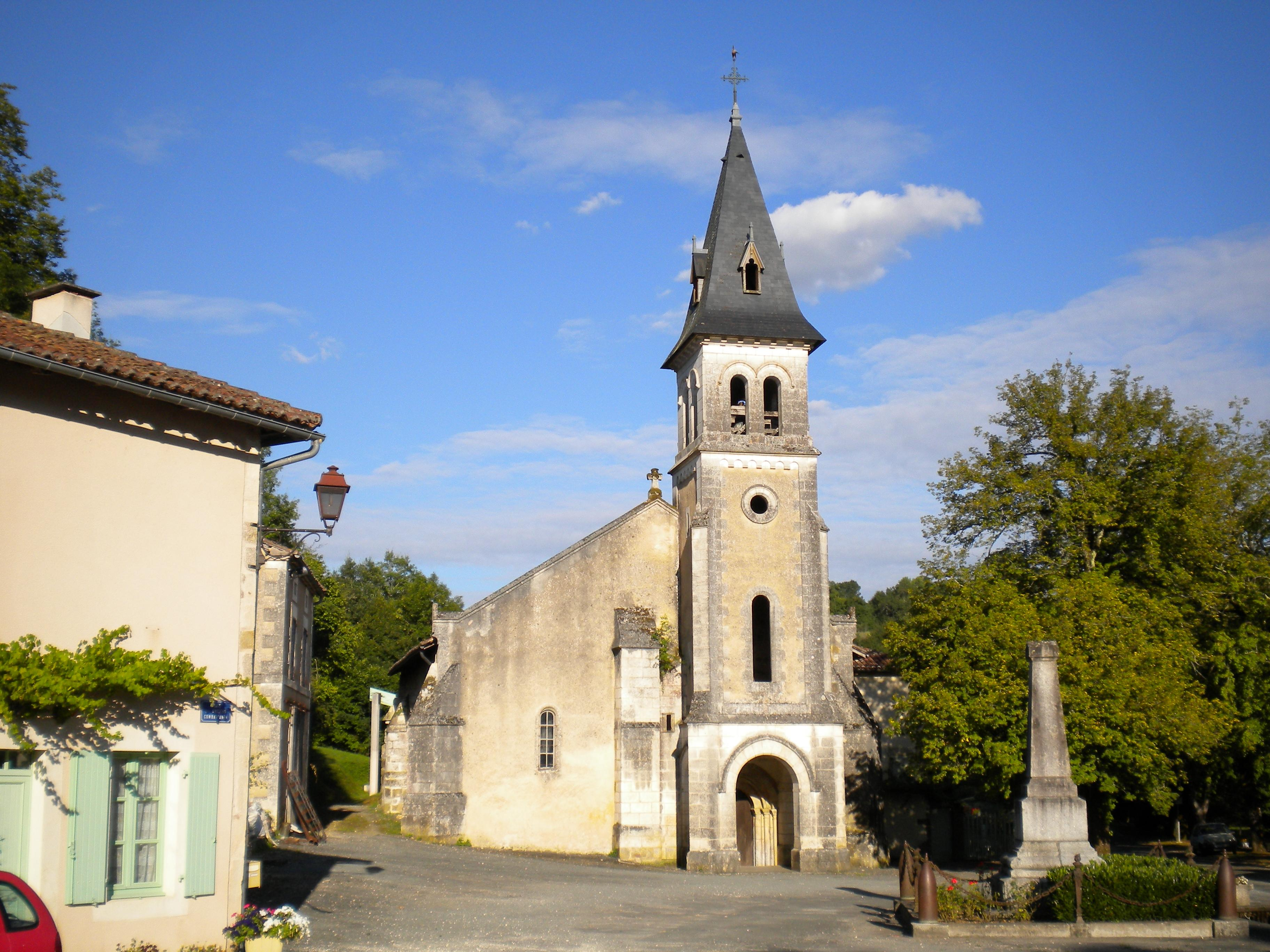
L'église et son clocher-porche.
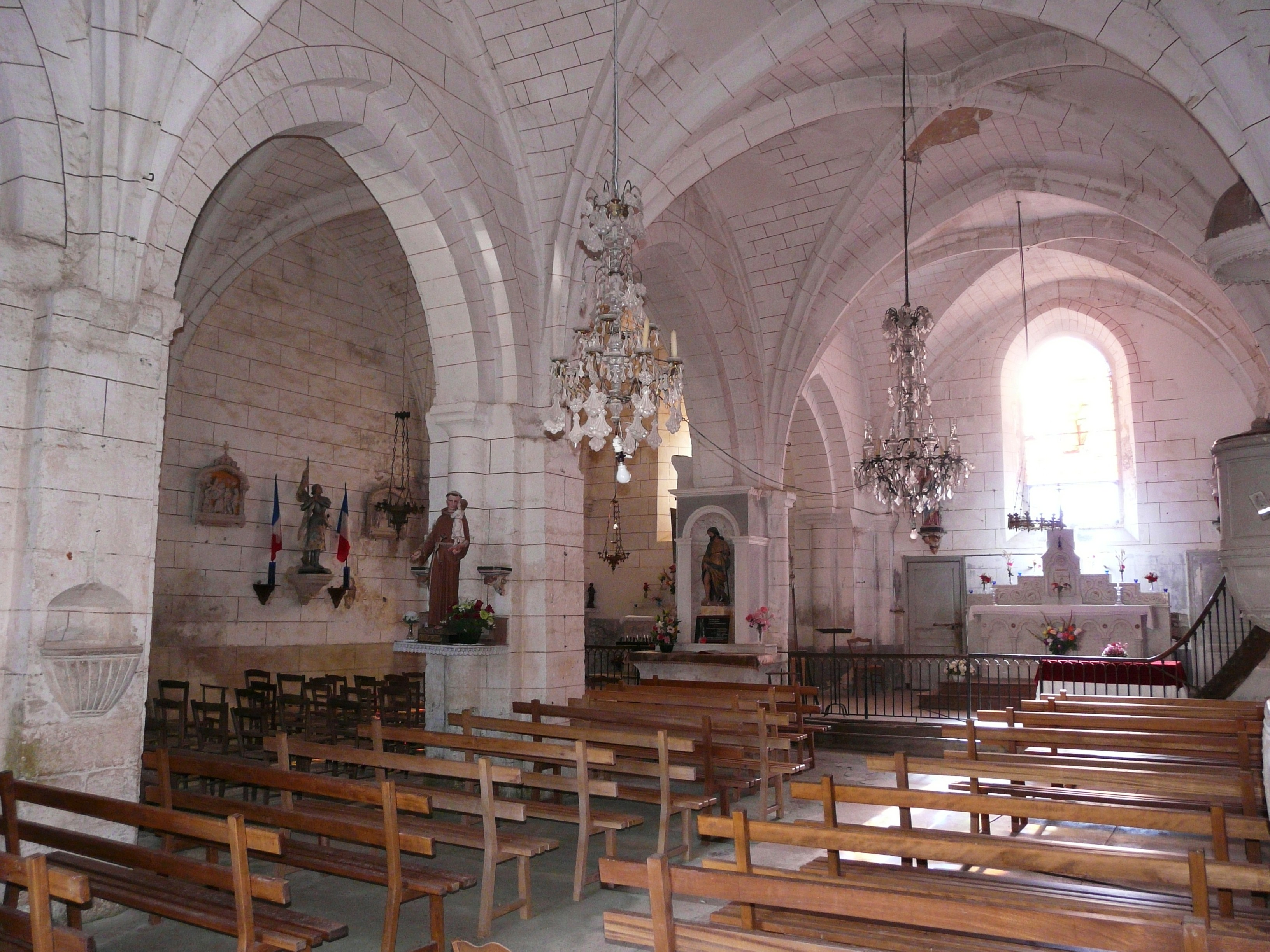
Les deux nefs de l'église.

### Patrimoine naturel
La commune fait partie du parc naturel régional Périgord-Limousin depuis la création de celui-ci en 1998, adhésion renouvelée en 2011.
Les vallées de l'Étang d'Assat et de la Marcourive, deux ruisseaux affluents du Bandiat, sont protégées au titre de la zone naturelle d'intérêt écologique, faunistique et floristique (ZNIEFF) de type I « Vallées du réseau hydrographique du Bandiat » dont la flore est constituée de près d'une centaine d'espèces de plantes, dont deux sont considérées comme déterminantes : l'aigremoine élevée, ou aigremoine odorante (Agrimonia procera) et la jacinthe des bois, ou jacinthe sauvage (Hyacinthoides non-scripta),.

### Personnalités liées à la commune
- Famille Pabot du Chatelard, famille fixée à Teyjat du XVIIe au début du XXe siècle.
- Georges Pabot du Chatelard (1790-1871), capitaine et chevalier de Saint-Louis, est né et mort à Teyjat.
- Louis Côme Agard de Rouméjoux (1809-1898), général, mort au château du Châtelard à Teyjat.
- Alpinien Pabot-Chatelard (1837-1929), préfet, a été maire de Teyjat.
- Justine Peltier-Lefèvre (1862-1956), peintre, fut l'épouse d'Alpinien Pabot-Chatelard, morte à Teyjat[63].
- Joseph de Beynac (1863-1951), maitre d'équipage et dandy, né au château du Chatelard à Teyjat.

## Pour approfondir